# Titularbistum Siscia
Siscia (ital.: Sisak) war ein Titularbistum der römisch-katholischen Kirche. Es ging auf einen untergegangenen Bischofssitz in der Stadt Sisak in der Region Pannonien zurück, der zur Kirchenprovinz Aquileia gehörte. Als Titularsitz wurde Siscia 1999 wiederbelebt und im selben Jahr an Nikola Eterović verliehen.
Im November 2009 wurde das reguläre Bistum Sisak wiedererrichtet, womit der Titularsitz entfiel. Erzbischof Eterović erhielt das Titularbistum Cibalae verliehen.
| Titularbischöfe von Siscia |                                                |                                        |              |                   |
| Nr.                        | Name                                           | Amt                                    | von          | bis               |
| 1                          | Nikola Eterović Titularerzbischof pro hac vice | Apostolischer Nuntius Kurienerzbischof | 22. Mai 1999 | 30. November 2009 |